# Otto Wiedfeldt

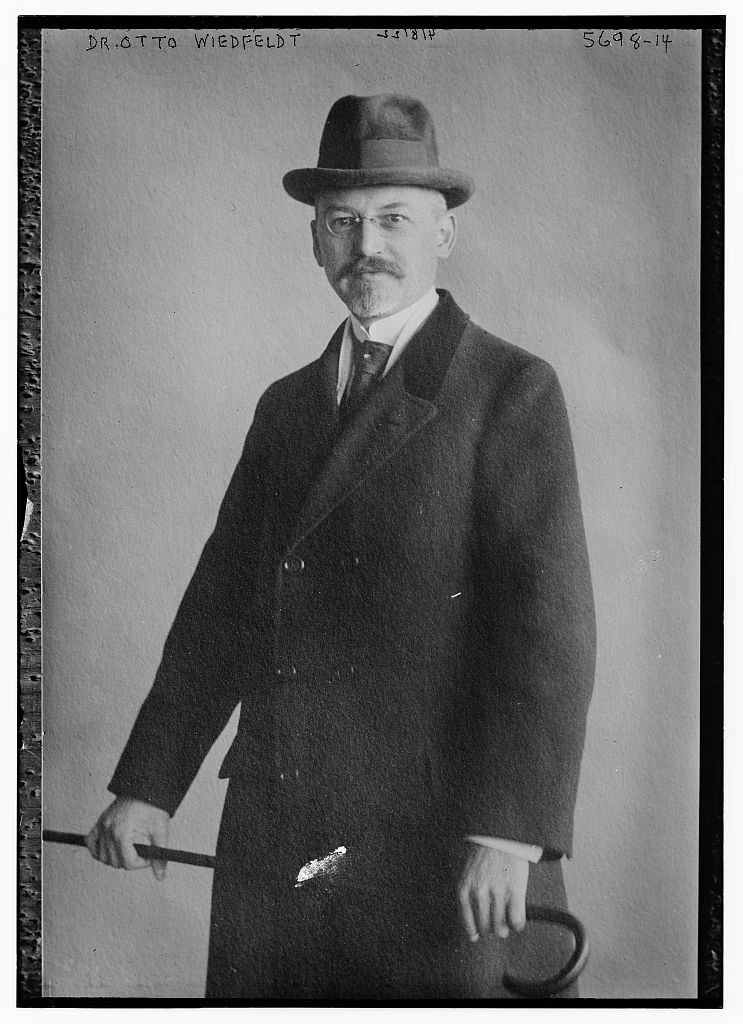
Otto Wiedfeldt

Otto Wiedfeldt (* 16. August 1871 in Thüritz, Altmark; † 5. Juli 1926 in Essen) war ein deutscher Politiker und Wirtschaftsfachmann.

## Leben
Wichtige Etappen seiner Laufbahn im höheren Verwaltungsdienst stellten seine Tätigkeit im Reichsamt des Innern 1908 bis 1910 und 1914 bis 1917 dar. Zwischenzeitlich arbeitete er als Ministerialdirektor im Japanischen Eisenbahnministerium. 1918 übernahm er den Vorsitz des Direktoriums der Friedrich Krupp AG in Essen und zugleich den Vorsitz der Essener Handelskammer.
Am 21. März 1922 wurde Wiedfeldt auf Appell Rathenaus und Eberts zum ersten deutschen Botschafter nach der Wiederaufnahme der diplomatischen Beziehungen nach dem Ersten Weltkrieg in Washington ernannt. Die Leitung der Botschaft übergab er am 31. Januar 1925 dem Botschaftsrat Dieckhoff. Von Ende April 1925 bis zum 26. Mai 1926 kehrte Wiedfeldt noch einmal als Aufsichtsratsmitglied und Delegierter für finanzielle Angelegenheiten beim Direktorium zur Firma Krupp zurück.
Am 5. Juli 1926 erlag Wiedfeldt einem Leukämie-Leiden. Er wurde am 8. Juli auf dem Meisenburgfriedhof in Essen-Bredeney beigesetzt.

## Ehrungen
Nach ihm ist die Wiedfeldtstraße in Essen benannt.